# Lahore University of Management Sciences
La Lahore University of Management Sciences (LUMS), francisé en Université des Sciences de Gestion de Lahore (en ourdou : جامعہ لاہور براۓ انتظامی سائنسز) est une université et un centre de recherche privé situé à Lahore, dans la région du Punjab au Pakistan,.
Le LUMS a été fondée en 1984 par le mécénat d'un groupe d'entreprises menées par Syed Babar Ali. Avec la recommandation de la Harvard Business School et une subvention de dix millions de dollars de la part de l'USAID, l'établissement ouvre ses portes en 1986,,. En 2015, en partenariat avec le gouvernement Afghan, un programme de bourses pour les étudiants Afghans fut lancé.
À compter de 2017, l'université compte 4 000 étudiants. Son campus s'étend sur 40 hectares, où plus de la moitié de la population estudiantine vit,,. Son école de business fait partie des deux écoles Pakistanaise de ce type à être certifiée par le South Asian Quality Assurance System et est classée comme l'une des meilleures écoles de commerce dans le pays,. L'université est également membre de l'Association des Universités du Commonwealth.
LUMS est considérée comme la première université pakistanaise à figurer parmi le classement QS University ranking en 2016, à la 111e place en Asie, l'université fait partie des 700 premières au niveau mondial. Ses cursus commercial et mathématique sont respectivement classés par QS parmi les 300 et 400 meilleurs à l'échelle mondiale. L'Université est l'une des plus sélectives et dont le coût d'inscription est le plus élevé du pays,. La LUMS compte parmi ses anciens et actuels membres du corps professoral plusieurs intellectuels Pakistanais dont Omar Saif, Hina Rabbani Khar, Adil Najam, Arif Zaman, Amer Iqbal, Ayesha Jalal, Asad Abidi, Oussama Siddique et Pervez Hoodbhoy. Parmi les anciens élèves sont présents d'anciens titulaires des bourses Fulbright, Chevening et Rhodes,,.

## Histoire
L'université conclut une charte avec le gouvernement du Pakistan en Mars 1985. Le conseil d'administration comprend des hommes d'affaires, universitaires et représentants du gouvernement Pakistanais. Les principales fonctions du conseil d'administration sont de définir des lignes directrices et d'examiner le fonctionnement de l'université. Le Conseil des Gouverneurs, en tant que sponsor de LUMS, lève des fonds pour l'université de fonctionnement et d'entretien.
Depuis, l'université a ouvert un cursus d'arts libéraux en 1994, suivi en 2004 par un cursus de droit en 2004, d'ingénierie en 2008, et une école de maîtres en 2017. L'université a lancé un Programme National de Sensibilisation en 2001 pour apporter une aide financière aux étudiants. Les frais de scolarité par semestre pour les étudiants de premier cycle sont de 272,400 Rs. en 2016.
LUMS a lancé le Programme National de Sensibilisation en 2011 pour s'ouvrir à des étudiants ne pouvant pas financièrement accéder à la LUMS. Le système de bourse de la LUMS couvre de 20% à 100% des frais de scolarité pour l'étudiant.
Selon l'université, depuis le début du programme, 3,2 milliards de roupies pakistanaises ont été déboursés en aide financière, environ 30% des étudiants reçoivent une aide chaque année. Au cours de l'année académique 2015-16 seul, LUMS a déboursé plus de PKR 500 Millions de dollars en aide financière aux étudiants. À compter de 2016, plus de 800 chercheurs ont bénéficié du National Outreach Program (NOP). En 2017, la Fondation Shahid Hussain établit des bourses d'études pour des étudiants étrangers issus des pays membres de l'Association Sud-Asiatique pour la Coopération Régionale.

## Campus
Le bâtiment le plus ancien, conçu par Habib Fida Ali, s'étend sur 150 000 pieds carrés avec deux étages. La Mushtaq Ahmad Gurmani School of Humanities and Social Sciences est situé dans ce bâtiment. La Suleman Dawood School of Business occupe un espace couvert de 160 000 pieds carrés sur cinq étages. L'école Syed Babar Ali de Science et de l'Ingénierie est basée sur un bâtiment qui couvre une superficie de 300 000 pieds carrés avec 20 laboratoires de recherches.
Plus de la moitié de la population étudiante vit sur le campus chaque année. Le complexe sportif Syed Maratab Ali comprend un gymnase et des installations sportives de basket-ball, de tennis, de cricket et le squash. PepsiCo et Coca-Cola sont présents sur le campus avec respectivement une cafétéria et une piscine olympique à leurs noms,.

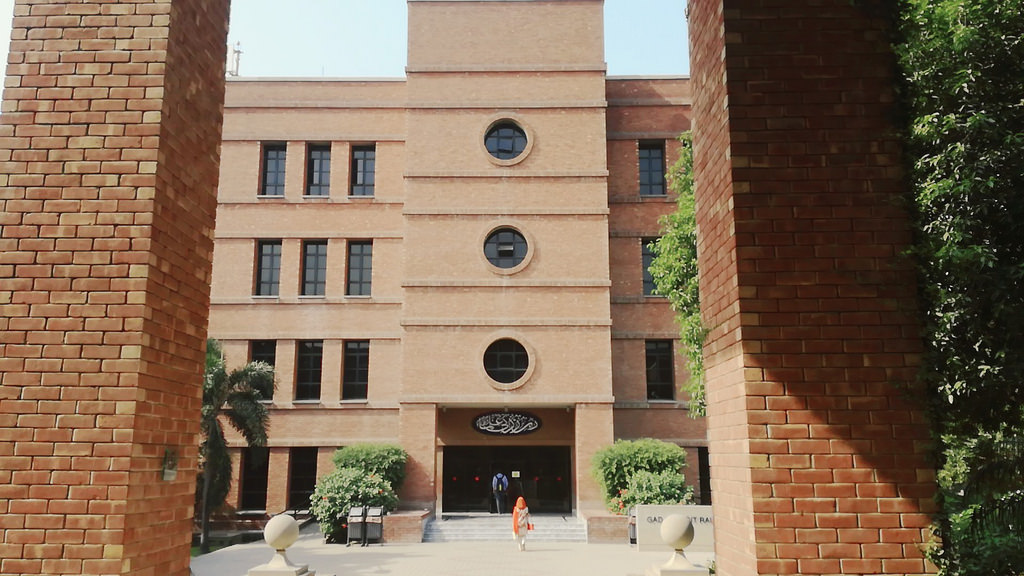
La bibliothèque Gad & Birgit Rausing.

Les LUMS bibliothèque fournit des services qui comprennent les prêts, les informations en ligne de la recherche, des services de référence, de prêt inter-bibliothèques, de livraison de documents, photocopies, la visualisation de l'audiovisuel et les microfilms des matériaux, l'accès aux collections virtuelles et des ressources numériques, CD-ROM et en ligne de la recherche. Il a une collection de 350 000 volumes, de 128 000 e-books et 35 000 Revues électroniques,. La bibliothèque a multidisciplinaire de l'aile (l'aile Khalid Ishaq) dédié à la juriste et chercheur Khalid M. Ishaq, qui a fait don de 92,957 livres de sa collection à la bibliothèque.

## L'université

### École de commerce Suleman Dawood
Le Suleman Dawood l'École de l'Entreprise a été la première école à LUMS en 1986. Le programme scolaire a été conçu en partenariat avec la Harvard Business School et de l'Université de Western Ontario (UWO). L'établissement est dirigé par Arif Nazir Butt.

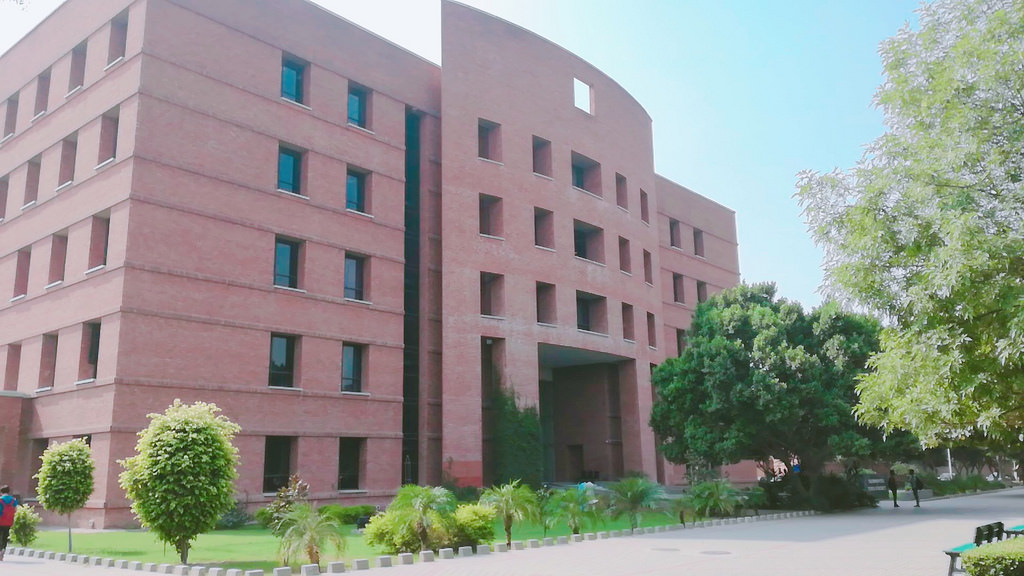
L'École De commerce Suleman Dawood à Lahore

### L'École des Sciences Humaines et Sociales Mushtaq Ahmad Gurmani
L'École des Sciences Humaines et Sociales se compose du département des Sciences Humaines et Sociales et du département d'Économie. L'école propose plusieurs diplômes de premier cycle en Anthropologie, Sociologie, Histoire, anglais et en Sciences Politiques, ainsi qu'un programme combiné de la Politique et de l'Économie en collaboration avec le Département d'Économie.
L'école est dirigée par Kamal Ahmed Munir.

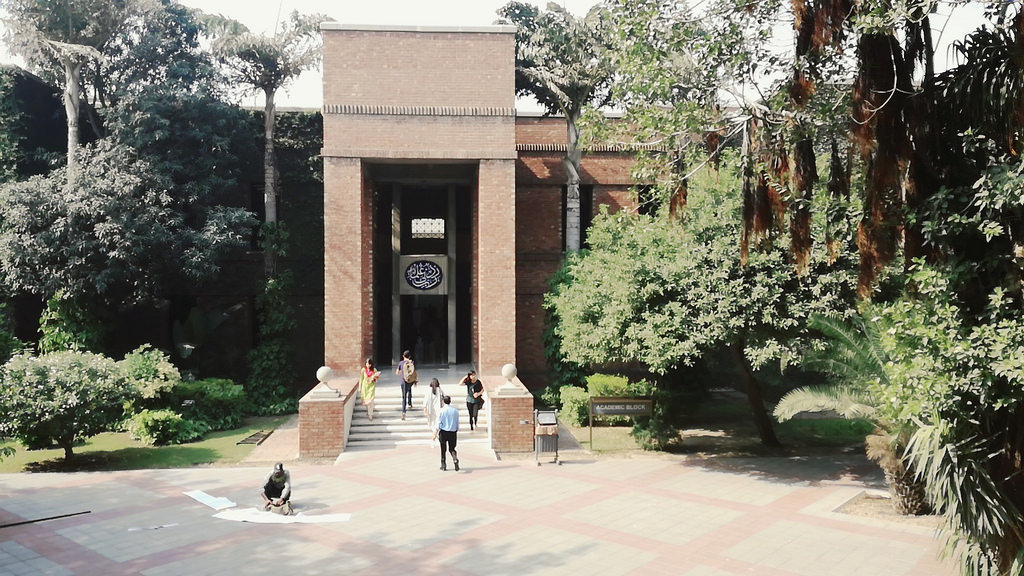
Mushtaq Ahmad Gurmani School of Humanities and Social Sciences à Lahore.

### École de Science et de l'Ingénierie Syed Babar Ali

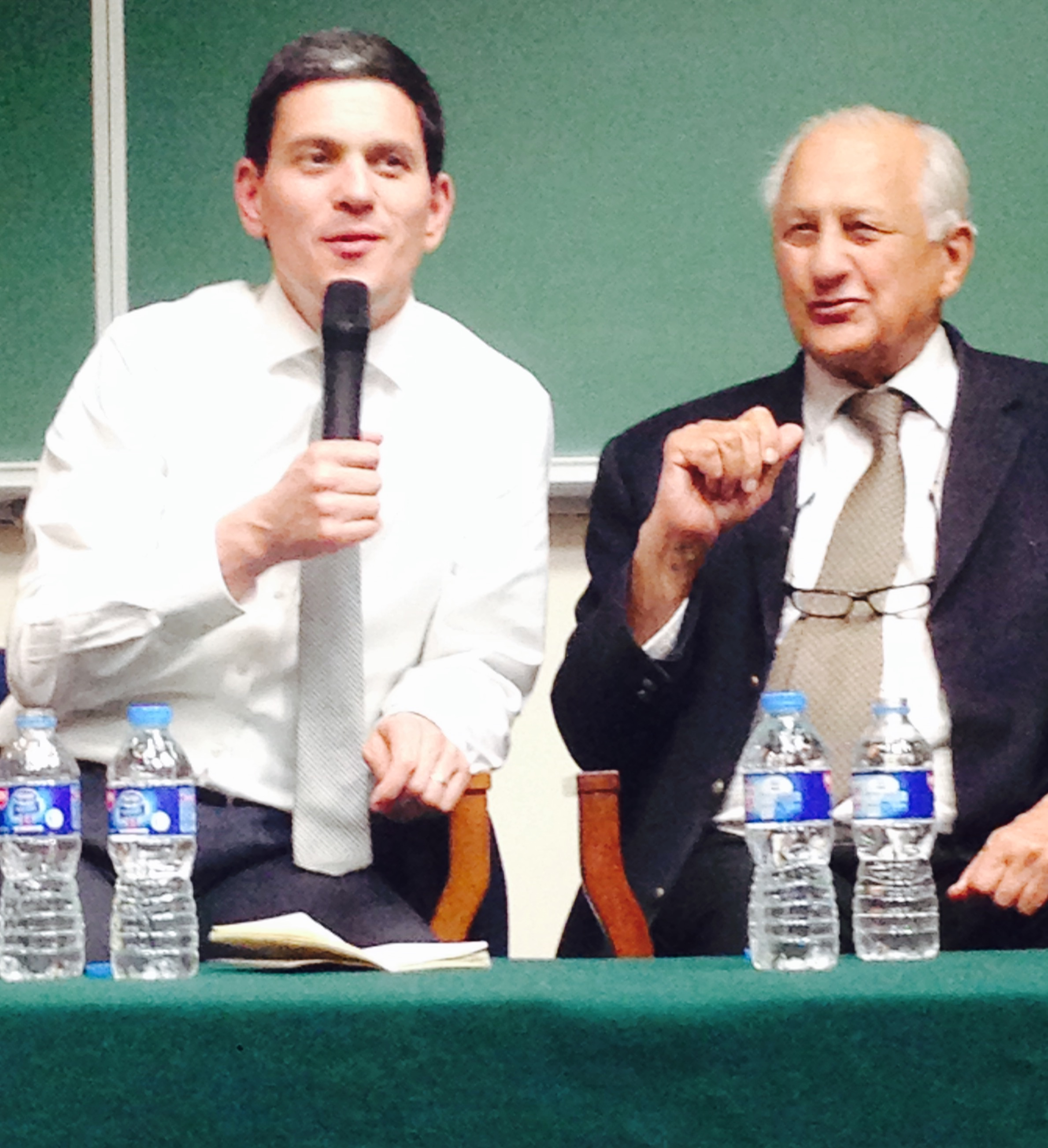
David Miliband, ancien Secrétaire d'État aux Affaires Étrangères et du Commonwealth du Royaume-Uni.

L'école de Science et de l'Ingénierie est une école au sein de la LUMS avec les programmes en Biologie, en Chimie, en Informatique, en Génie Électrique, Mathématiques, en Physique ainsi que des programmes d'études supérieures en Sciences Informatiques et Mathématiques. L'école est dirigée par Shahid Masud.

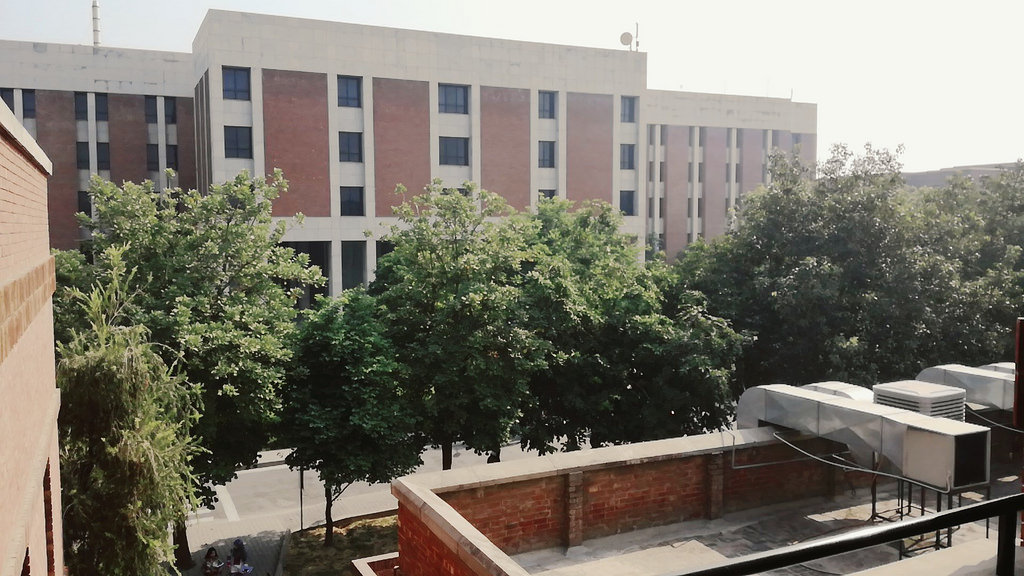
École de Science et de l'Ingénierie Syed Babar Ali à Lahore.

### École de Droit Shaikh Ahmad Hassan
Le principal invité d'honneur lors de la cérémonie d'ouverture était le ministre de la Justice du Pakistan, de Tassaduq Hussain Jillani. L'école de droit a été nommé d'après Shaikh Ahmad Hassan. L'école est dirigée par Martin Wilhelm Lau, qui a précédemment servi comme chef adjoint de l'école de droit à l'OSS.

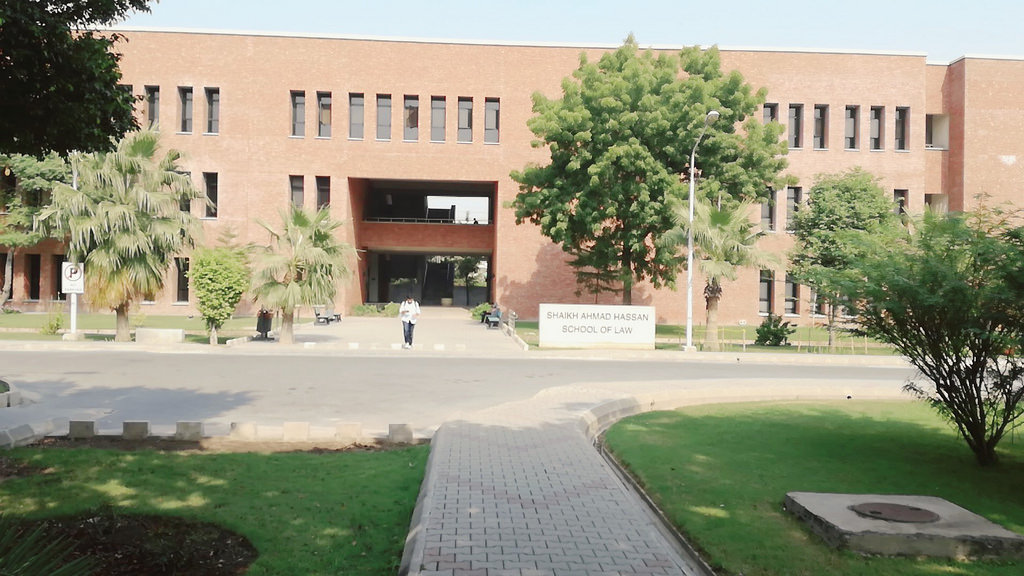
L'école de Droit à Lahore sur le campus

## Personnalités

Notable People
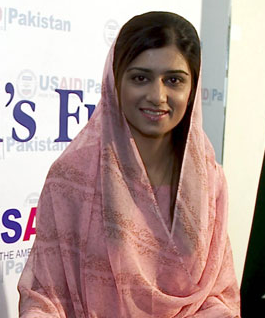
Hina Rabbani Khar
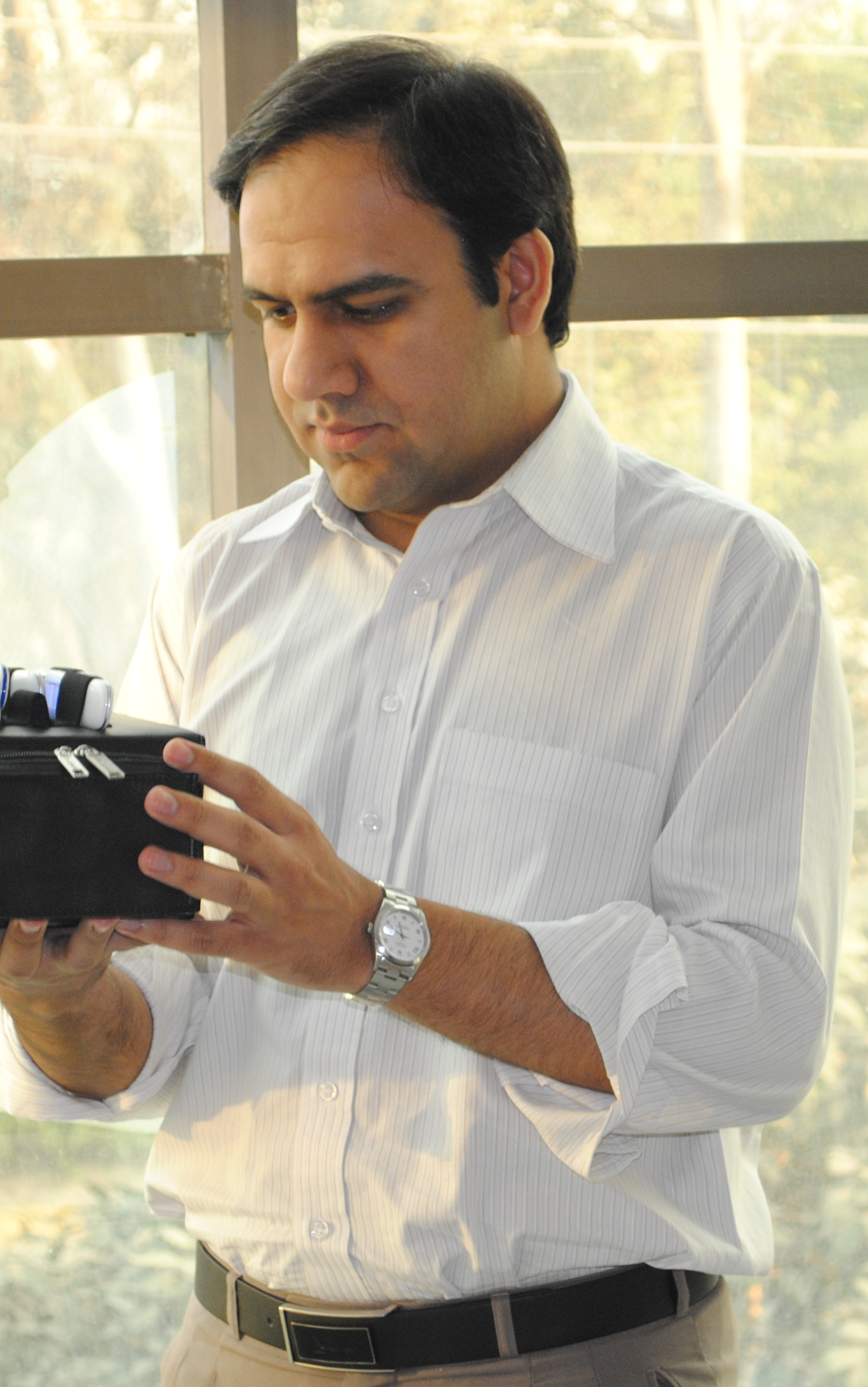
Umar Saif
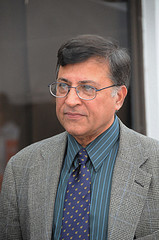
Adil Najam
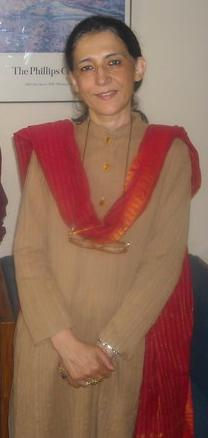
Ayesha Jalal
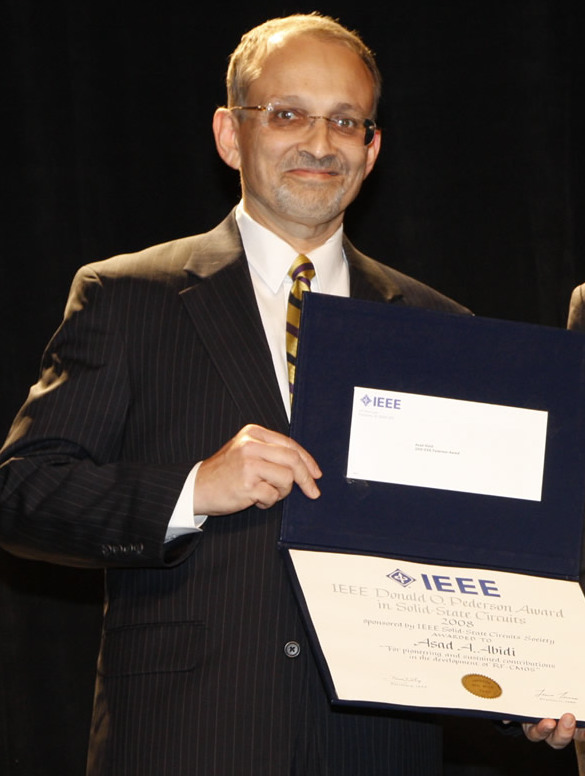
Asad Abidi

- Amer Iqbal (PhD, MIT), physicien théoricien.
- Syed Sohail Hussain Naqvi.
- Arif Zaman (PhD, Stanford), statisticien et mathématicien.
- Shahryar Khan, Adjoint de la Faculté des Relations Internationales
- S. Azmat Hassan, Adjoint de la Faculté des Relations Internationales
- Ayesha Jalal (PhD, Cambridge), professeur invité d'Histoire[39]
- Rasul Baksh Rais (PhD, Santa Barbara), Professeur de Sciences Politiques.
- Irshad Hussain (thèse de Doctorat, Université de Liverpool, royaume-Uni), Professeur Agrégé de Chimie et de Génie Chimique.
- Asad Abidi (PhD, Berkeley) est titulaire de l'inauguration de la Abdus Salam Président à LUMS[40].
- Tasneem Zehra Husain [41]

### Anciens étudiants
- Hina Rabbani Khar - l'ancien Ministre des affaires Étrangères du Pakistan, Ancien Membre de l'Assemblée Nationale du Pakistan
- Umar Saif - Président PITB Pakistan
- Bilal Khan - chanteur[42]
- Afia Nathaniel - Réalisateur[43]
- Bilal Lashari - Réalisateur
- Cyril Almeida - Rhodes et rédacteur en chef adjoint du journal Dawn.
- Oussama Siddique - Bourse Rhodes, professeur invité à la faculté de Droit de Harvard.

## Classement
| Classement QS,                       | 2015 | 2016    | 2017 |
| ------------------------------------ | ---- | ------- | ---- |
| Classement mondial                   | 701+ | 701+    | 701+ |
| Classements (Mathématiques)          | -    | 301-400 | -    |
| Classements (Commerce)               | -    | 251st   | 251  |
| Classement Asie                      | 161  | 111     | 103  |
| Higher Education Commission Pakistan | 6    | -       | -    |

Le Bureau des Programmes et de la Recherche (OSPR) de la LUMS est responsable de la recherche au sein de l'université. Le bureau est dirigé par Shafay Shamail (PhD, Bath). Entre 2010 et 2014, l'université a dépensé 680 millions de roupies (soit environ 6,5 millions de dollars dans la recherche). Au cours de cette période, 1287 publications ont été publiées.
Plus de 600 études de cas ont été publiées lors de la même période. En 2011, une étude de cas écrite à LUMS par Shazib Shaikh et Zahoor Hassan a remporté le Ruth Greene Memorial Award of the North American Case Research Association (NACRA) pour la meilleure étude de cas écrite à l'extérieur de l'Amérique du Nord.
Les LUMS l'École de la Science et de l'Ingénierie a publié dans des revues internationales spécialisées dans la Chimie, la Biologie, les Mathématiques, la Physique, la Science Informatique et le Génie électrique. En 2011 Basit Yameen des LUMS l'École de la Science et de l'Ingénierie a remporté la Bourse Alexander von Humboldt pour ses travaux.